# 步兵攻击
《步兵攻擊》（德語：Infanterie Greift An）是埃爾溫·隆美爾根據自己在一戰中的經歷寫成的一本關於陸軍戰術的書籍。這本書出版於1937年，希特勒正是因為這本書而给予隆美尔很高的指挥权，虽然他既非出自古老軍事世家也非傳統上控制德國軍官集團的普魯士貴族。這本書直到現在也仍在不断地重印中。
《步兵攻击》一书，在西方被作为步兵战术教科书式的著作而广泛运用。美国的乔治·巴顿将军是此书最著名的爱好者之一。在1970年的影片巴顿将军中，巴顿将军的扮演者乔治·史考特曾有这样一句台词：“隆美尔，你这偉大的混蛋，我读了你的书！（Rommel, you magnificent bastard. I read your book.）”."其中所指即为《步兵攻击》一书。
1943年，美国曾经出版过此书的删节版本，使用了一个更加简洁明快的书名：《攻击！》，作为陆军战术教学之用。
隆美尔曾计划写作一本续篇《坦克攻击》，介绍坦克作战战术。他在二战的北非战场为此书收集了大量的素材。但是直到他去世时仍未能完成此书的写作。
該書繁體中文譯本於2011年6月在台灣出版，書名《步兵攻擊：經驗與教訓》。